# ホエ・ビセラ
ホエ・エメルソン・ビセラ・パストス（Joe Emerson Bizera Bastos, 1980年5月17日 - ）は、ウルグアイ・アルティガス出身の元同国代表サッカー選手。現役時代のポジションはディフェンダー（センターバック）。

## 経歴
ウルグアイ代表として2002年に開催された2002 FIFAワールドカップメンバーにも選出。2004年にカリアリ・カルチョに移籍するも、レギュラーの座は掴めなかった。2008年1月にマッカビ・テルアビブFCへレンタル移籍した。2008年夏、ギリシャのPAOKテッサロニキに完全移籍した。その後、2011年以降は中南米のクラブへ舞台を移し、2016年に現役を引退した。

## 所属クラブ
- CAペニャロール 1998-2004
- カリアリ・カルチョ 2004-2008

→ マッカビ・テルアビブFC 2008 (loan)
- PAOKテッサロニキ 2008-2010
- アルバセテ・バロンピエ 2010
- マッカビ・ペタク・チクヴァFC 2010-2011
- CAベジャ・ビスタ 2011
- クラブ・リベルタ 2012-2013
- アトランテFC 2013
- CAペニャロール 2013-2015
- リベルプールFC 2016-2017

## 代表歴

### 出場大会
- ウルグアイ代表
  - 2002 FIFAワールドカップ

### 試合数
- 国際Aマッチ 23試合 1得点（2001年-2004年）[1]

| ウルグアイ代表 | 国際Aマッチ | 国際Aマッチ |
| 年             | 出場        | 得点        |
| -------------- | ----------- | ----------- |
| 2001           | 6           | 1           |
| 2002           | 4           | 0           |
| 2003           | 6           | 0           |
| 2004           | 7           | 0           |
| 通算           | 23          | 1           |